# ويليام نيلسون (سياسي)
ويليام نيلسون (بالإنجليزية: William Nelson)‏ هو قاضي ومحامي وسياسي أمريكي، ولد في 18 يونيو 1784 في الولايات المتحدة، وتوفي بنفس المكان في 3 أكتوبر 1869. حزبياً، نشط في حزب اليمين. انتخب عضو مجلس النواب الأمريكي.